# 極東放送

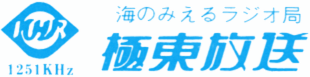

極東放送（日语：極東放送、きょくとうほうそう），簡稱KHR（Kyokuto Hoso Radio），是日本沖繩縣在1958年2月23日至1984年8月31日之間存在的一家調幅廣播電台，總部位於浦添市。呼號是JOTF。這家電台是現FM沖繩的前身。極東放送最初是一家基督教系電台，因此最初的播出節目全部是基督教傳教節目。